# Grigg Peak (bergstopp i Kenya)
Grigg Peak är en bergstopp i Kenya.   Den ligger i länet Meru, i den centrala delen av landet, 140 km norr om huvudstaden Nairobi. Toppen på Grigg Peak är 4 534 meter över havet.
Terrängen runt Grigg Peak är bergig söderut, men norrut är den kuperad.  Trakten runt Grigg Peak är nära nog obefolkad, med mindre än två invånare per kvadratkilometer. Det finns inga samhällen i närheten. Trakten runt Grigg Peak består i huvudsak av gräsmarker.